# Szobos
Szobos (szlovákul: Soboš) község Szlovákiában, az Eperjesi kerület Felsővízközi járásában.

## Fekvése
Felsővízköztől 20 km-re délre, Girálttól 7 km-re északkeletre fekszik.

## Története
A falut a 14. század közepén alapították a radomai uradalom területén. Már ekkor állt fából épített temploma. 1414-ben „Zabus”, „Zobos”, 1427-ben „Soowos” néven találjuk. 1427-ben 30 portája adózott, a makovicai uradalom része volt. A 15. század végén a lengyel seregek támadása miatt csaknem elnéptelenedett. 1600-ban 14 adózó háztartása volt. A 16.-17. században vlach pásztorok telepedtek le a faluban. 1618-ban „Szoboss” alakban szerepel a korabeli forrásokban. 1715-ben 18, 1720-ban 11 adózója volt. Lakói halászattal, állattartással, mezőgazdasággal foglalkoztak. A 18. században a helyi agyagból fajanszedényeket készítettek. A falu a 20. századig a Bán család birtoka. 1787-ben 37 házában 264 lakos élt.
A 18. század végén Vályi András így ír róla: „SZOBOS. Tót falu Sáros Várm. földes Ura Poturnyai Uraság, lakosai ó hitüek, fekszik Sztropkóhoz 1 mértföldnyire; határja középszerű, agyagja nevezetes.”
1828-ban 41 háza és 320 lakosa volt. A 19. század közepétől sokan elvándoroltak a községből.
Fényes Elek 1851-ben kiadott geográfiai szótárában így ír a faluról: „Szobos, orosz falu, Sáros vármegyében, Radoma fiókja: 8 r., 312 g. kath., 5 zsidó lak. Gör. anyaszentegyház. F. u. Szirmay. Ut. p. Bártfa.”
1920 előtt Sáros vármegye Girálti járásához tartozott.

## Népessége
| Év:            | 1994. | 2004.   | 2014.   | 2024.   |
| -------------- | ----- | ------- | ------- | ------- |
| Emberek száma: | 144   | 132     | 140     | 141     |
| Eltérés:       |       | -8,33 % | +6,06 % | +0,71 % |

| Év:            | 2023. | 2024.   |
| -------------- | ----- | ------- |
| Emberek száma: | 138   | 141     |
| Eltérés:       |       | +2,17 % |

1910-ben 191, túlnyomórészt ruszin lakosa volt.
2001-ben 129 lakosából 112 szlovák és 14 ruszin volt.
2011-ben 147 lakosából 111 szlovák és 24 ruszin.

## Nevezetességei
Szent Kozma és Damján tiszteletére szentelt görögkatolikus temploma 1880-ban épült.